# Археомарксизм
Археомаркси́зм (греч. Αρχειομαρξισμός) — марксистское течение, появившееся в Греции в 1920 году и позднее формировавшееся вокруг журнала «Архивы марксизма», выходившего с 1923 года. Ведущей фигурой этого движения являлся Димитрис Гиотопулос. Основной подход к революционной деятельности был выражен в лозунге «сперва образование, затем действие» и члены движения выступали против проведения массовых демонстраций. Всего в движении принимало участие около 2 тыс. человек. С 1930 по 1934 гг. оно являлось частью Международной левой оппозиции.